# Marele Premiu al Toscanei din 2020
Marele Premiu al Toscanei din 2020 (cunoscut oficial ca Formula 1 Pirelli Gran Premio della Toscana Ferrari 1000 2020) a fost o cursă auto de Formula 1 ce s-a desfășurat pe 13 septembrie 2020 pe Autodromo Internazionale del Mugello din Scarperia e San Piero, Italia. Cursa a fost cea de-a noua etapă a Sezonului de Formula 1 din 2020.
Cursa a fost câștigată de Lewis Hamilton de la echipa Mercedes, cu coechipierul Valtteri Bottas terminând pe locul al doilea; Mercedes a marcat al treilea rezultat 1–2 al sezonului. Alexander Albon de la Red Bull Racing-Honda a marcat primul său podium din Formula 1 cu o clasare pe locul trei, devenind primul pilot thailandez care a făcut acest lucru. De asemenea, Albon a devenit primul pilot asiatic din afara Japoniei care a obținut un podium. Cursa a fost prima de la Marele Premiu al Braziliei din 2016 care a avut două steaguri roșii.

## Calificări
| Poz.                  | Nr. | Pilot              | Constructor               | Timpi calificări | Timpi calificări | Timpi calificări | Grila finală |
| Poz.                  | Nr. | Pilot              | Constructor               | Q1               | Q2               | Q3               | Grila finală |
| --------------------- | --- | ------------------ | ------------------------- | ---------------- | ---------------- | ---------------- | ------------ |
| 1                     | 44  | Lewis Hamilton     | Mercedes                  | 1:15,778         | 1:15,309         | 1:15,144         | 1            |
| 2                     | 77  | Valtteri Bottas    | Mercedes                  | 1:15,749         | 1:15,322         | 1:15,203         | 2            |
| 3                     | 33  | Max Verstappen     | Red Bull Racing-Honda     | 1:16,335         | 1:15,471         | 1:15,509         | 3            |
| 4                     | 23  | Alexander Albon    | Red Bull Racing-Honda     | 1:16,527         | 1:15,914         | 1:15,954         | 4            |
| 5                     | 16  | Charles Leclerc    | Ferrari                   | 1:16,698         | 1:16,324         | 1:16,270         | 5            |
| 6                     | 11  | Sergio Pérez       | Racing Point-BWT Mercedes | 1:16,596         | 1:16,489         | 1:16,311         | 7            |
| 7                     | 18  | Lance Stroll       | Racing Point-BWT Mercedes | 1:16,701         | 1:16,271         | 1:16,356         | 6            |
| 8                     | 3   | Daniel Ricciardo   | Renault                   | 1:16,981         | 1:16,243         | 1:16,543         | 8            |
| 9                     | 55  | Carlos Sainz Jr.   | McLaren-Renault           | 1:16,993         | 1:16,522         | 1:17,870         | 9            |
| 10                    | 31  | Esteban Ocon       | Renault                   | 1:16,825         | 1:16,297         | Fără timp        | 10           |
| 11                    | 4   | Lando Norris       | McLaren-Renault           | 1:16,895         | 1:16,640         | N/A              | 11           |
| 12                    | 26  | Daniil Kveat       | AlphaTauri-Honda          | 1:16,928         | 1:16,854         | N/A              | 12           |
| 13                    | 7   | Kimi Räikkönen     | Alfa Romeo Racing-Ferrari | 1:17,059         | 1:16,854         | N/A              | 13           |
| 14                    | 5   | Sebastian Vettel   | Ferrari                   | 1:17,072         | 1:16,858         | N/A              | 14           |
| 15                    | 8   | Romain Grosjean    | Haas-Ferrari              | 1:17,069         | 1:17,254         | N/A              | 15           |
| 16                    | 10  | Pierre Gasly       | AlphaTauri-Honda          | 1:17,125         | N/A              | N/A              | 16           |
| 17                    | 99  | Antonio Giovinazzi | Alfa Romeo Racing-Ferrari | 1:17,220         | N/A              | N/A              | 17           |
| 18                    | 63  | George Russell     | Williams-Mercedes         | 1:17,232         | N/A              | N/A              | 18           |
| 19                    | 6   | Nicholas Latifi    | Williams-Mercedes         | 1:17,320         | N/A              | N/A              | 19           |
| 20                    | 20  | Kevin Magnussen    | Haas-Ferrari              | 1:17,348         | N/A              | N/A              | 20           |
| Regula 107%: 1:21,051 |     |                    |                           |                  |                  |                  |              |
| Sursa:                |     |                    |                           |                  |                  |                  |              |

Note
- ^1 – Sergio Pérez a primit o penalizare de un loc pe grilă pentru că a provocat o coliziune cu Kimi Räikkönen în timpul celei de-a doua sesiuni de antrenamente.[6]
- ^2 – Daniil Kveat și Kimi Räikkönen au stabilit timpi identici în Q2; Kveat a fost clasat în față deoarece și-a stabilit timpul pe tur înaintea lui Räikkönen.[4]

## Cursă
| Poz.                                                               | Nr. | Pilot              | Constructor               | Tururi | Timp/Retras | Grilă | Puncte |
| ------------------------------------------------------------------ | --- | ------------------ | ------------------------- | ------ | ----------- | ----- | ------ |
| 1                                                                  | 44  | Lewis Hamilton     | Mercedes                  | 59     | 2:19:35,060 | 1     | 26     |
| 2                                                                  | 77  | Valtteri Bottas    | Mercedes                  | 59     | +4,880      | 2     | 18     |
| 3                                                                  | 23  | Alexander Albon    | Red Bull Racing-Honda     | 59     | +8,064      | 4     | 15     |
| 4                                                                  | 3   | Daniel Ricciardo   | Renault                   | 59     | +10,417     | 8     | 12     |
| 5                                                                  | 11  | Sergio Pérez       | Racing Point-BWT Mercedes | 59     | +15,650     | 7     | 10     |
| 6                                                                  | 4   | Lando Norris       | McLaren-Renault           | 59     | +18,883     | 11    | 8      |
| 7                                                                  | 26  | Daniil Kveat       | AlphaTauri-Honda          | 59     | +21,756     | 12    | 6      |
| 8                                                                  | 16  | Charles Leclerc    | Ferrari                   | 59     | +28,345     | 5     | 4      |
| 9                                                                  | 7   | Kimi Räikkönen     | Alfa Romeo Racing-Ferrari | 59     | +29,770     | 13    | 2      |
| 10                                                                 | 5   | Sebastian Vettel   | Ferrari                   | 59     | +29,983     | 14    | 1      |
| 11                                                                 | 53  | George Russell     | Williams-Mercedes         | 59     | +32,404     | 18    |        |
| 12                                                                 | 8   | Romain Grosjean    | Haas-Ferrari              | 59     | +42,036     | 15    |        |
| Ab                                                                 | 18  | Lance Stroll       | Racing Point-BWT Mercedes | 42     | Accident    | 6     |        |
| Ab                                                                 | 31  | Esteban Ocon       | Renault                   | 7      | Frâne       | 10    |        |
| Ab                                                                 | 6   | Nicholas Latifi    | Williams-Mercedes         | 6      | Coliziune   | 19    |        |
| Ab                                                                 | 20  | Kevin Magnussen    | Haas-Ferrari              | 5      | Coliziune   | 20    |        |
| Ab                                                                 | 99  | Antonio Giovinazzi | Alfa Romeo Racing-Ferrari | 5      | Coliziune   | 17    |        |
| Ab                                                                 | 55  | Carlos Sainz Jr.   | McLaren-Renault           | 5      | Coliziune   | 9     |        |
| Ab                                                                 | 33  | Max Verstappen     | Red Bull Racing-Honda     | 0      | Coliziune   | 3     |        |
| Ab                                                                 | 10  | Pierre Gasly       | AlphaTauri-Honda          | 0      | Coliziune   | 16    |        |
| Cel mai rapid tur: Lewis Hamilton (Mercedes) – 1:18,833 (turul 58) |     |                    |                           |        |             |       |        |
| Sursa:                                                             |     |                    |                           |        |             |       |        |

Note
- ^1 – Include un punct pentru cel mai rapid tur.
- ^2 – Kimi Räikkönen a terminat pe locul opt pe pistă, dar a primit o penalizare de cinci secunde pentru depășirea liniei de intrare la boxe.[7]

## Clasamentele campionatelor după cursă
|        | Poz. | Pilot           | Puncte |
| ------ | ---- | --------------- | ------ |
|        | 1    | Lewis Hamilton  | 190    |
|        | 2    | Valtteri Bottas | 135    |
|        | 3    | Max Verstappen  | 110    |
| 1      | 4    | Lando Norris    | 65     |
| 1      | 5    | Alexander Albon | 63     |
| Sursa: |      |                 |        |

|        | Poz. | Constructor               | Puncte |
| ------ | ---- | ------------------------- | ------ |
|        | 1    | Mercedes                  | 325    |
|        | 2    | Red Bull Racing-Honda     | 173    |
|        | 3    | McLaren-Renault           | 106    |
|        | 4    | Racing Point-BWT Mercedes | 92     |
|        | 5    | Renault                   | 83     |
| Sursa: |      |                           |        |

- Notă: Doar primele cinci locuri sunt prezentate în ambele clasamente.